# 黑森-卡塞爾的伊莉莎白 (1861年)
黑森-卡塞爾的伊莉莎白（德語：Elisabeth von Hessen-Kassel，1861年6月13日—1955年6月7日），德國貴族，父親是黑森-卡塞爾的腓特烈·威廉王子，母親是普魯士的安娜公主。

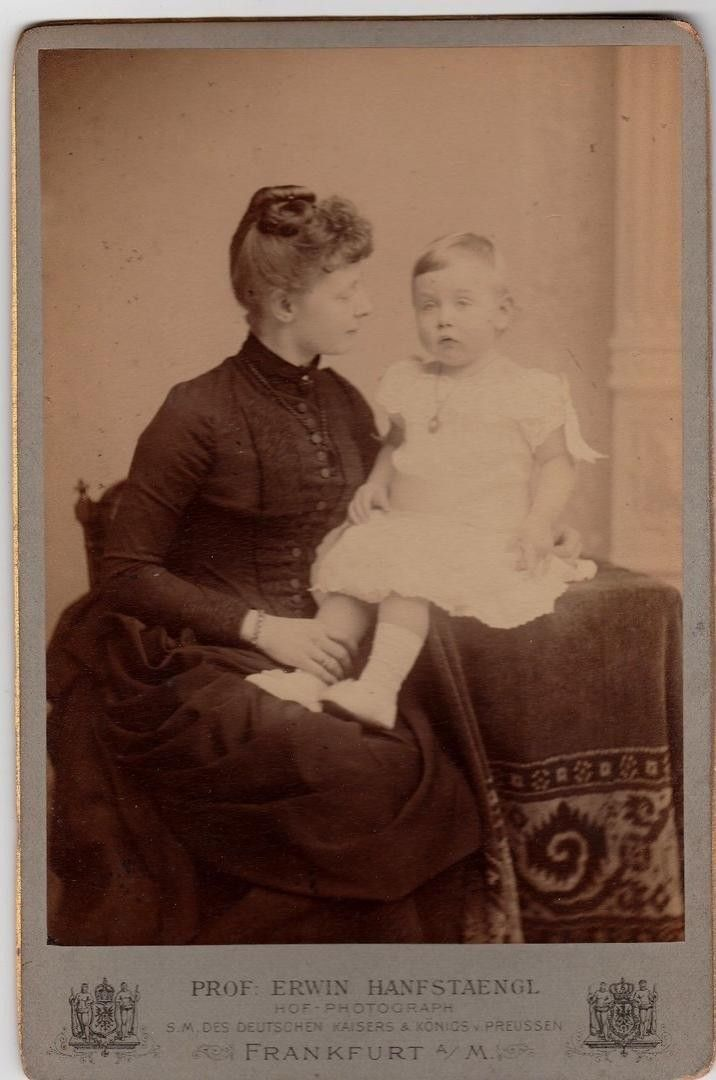
伊莉莎白與其女兒

1884年，伊莉莎白與安哈特的利奧波德結婚，兩人的女兒安東妮於隔年出生。